# Adolf Weiss (Botaniker)
Adolf Gustav Weiss (auch Gustav Adolf oder Adolph Weiß; * 25. oder 26. August 1837 in Freiwaldau, Österreichisch Schlesien; † 17. März 1894 in Prag) war ein österreichischer Botaniker und Hochschullehrer. Sein botanisches Autorenkürzel lautet G.A.Weiss.

## Leben
Weiss war der Sohn des Arztes Josef Weiss und dessen Ehefrau Josefa, geborene Vielhauer, und Zwillingsbruder von Edmund Weiss, einem Astronomen und Hochschullehrer. Weiss zog mit der Familie 1841 nach England, da dort sein Vater eine Einrichtung für Hydrotherapie aufbaute. Aufgrund der Erkrankung des Vaters kehrte die Familie 1845 zurück. 1847 starb der Vater. Weiss besuchte von 1847 bis 1855 das Gymnasium von Troppau. Schon während der Gymnasialzeit beschäftigte er sich intensiv mit Naturstudien und bereits im Alter veröffentlichte er sein erstes Werk Studien aus der Natur, das sich großer Popularität erfreuen sollte. Zum Wintersemester 1855 kam er an die Universität Wien, an der er sich dem Studium der Naturwissenschaften widmete. Sein Hauptengagement im Studium galt der allgemeinen Botanik, der Physik und Chemie. 1858 erfolgte seine Promotion zum Dr. phil. und im Sommer 1860 habilitierte er sich an der Wiener Universität, an der er anschließend als Privatdozent für physiologische Botanik lehrte. Neben der eigenständigen Forschungsarbeit arbeitete er mit seinem Freund Julius Wiesner zusammen. 
Weiss unternahm mit seinem Bruder Edmund ausgedehnte Studien- und Forschungsreisen durch Griechenland und knüpft dort diverse Kontakte, zum Beispiel mit dem Astronomen Julius Schmidt oder Theodor von Heldreich. Letzterer sollte ihm später diverse Pflanzen für den Botanischen Garten Lemberg besorgen können. Auch wurden sie dort am Hof König Ottos empfangen. Weiss erhielt im August 1862 eine Assistentenstelle am Wiener Hofmineralienkabinett und kurz darauf einen Ruf an die Universität Lemberg. Dort wurde er im 25. Lebensjahr ordentlicher Professor der Botanik und Direktor des botanischen Gartens. Er zeichnete sich neben seiner Forschung als beliebter, humorbegabter Lehrer und talentierter Redner aus. Auch hatte er eine Reihe erfolgreicher Schüler. Insbesondere die Ausbildung in der praktischen Mikroskopie zählt zu seinen Verdiensten. Er unternahm diverse Reisen während seiner wissenschaftlichen Laufbahn, die ihn durch Europa, nach Nordafrika oder nach Russland führten.
Weiss erhielt 1871 einen weiteren Ruf an die Universität Prag. Dort wurde er auch Präsident des Prager naturwissenschaftlichen Vereins Lotos. Daneben war er Mitglied oder Ehrenmitglied diverser wissenschaftlicher Vereinigungen und erhielt mehrere Orden verschiedener europäischer Länder. Von Kaiser Franz Joseph I. wurde er zum k.k. Regierungsrat ernannt, von der kaiserlichen Akademie der Wissenschaften zum korrespondierenden Mitglied.
Weiss starb überraschend im Amt.

## Werke (Auswahl)
- Studien aus der Natur. Mit 9 Tafeln, Troppau 1857.
- Die Krystallformen einiger chemischen Verbindungen, Gerold, Wien 1859.
- Über das Verhalten des Kupferoxydammoniaks zur Membran der Pflanzenteile, zum Zellkerne und Primordialschlauche, Gerold, Wien 1861.
- Untersuchungen über die Entwickelungsgeschichte des Farbstoffes in Pflanzenzellen, k.k. Hof- und Staatsdruckerrei, Wien 1864.
- Anatomie der Pflanzen. Mit 2 Tafeln und 267 Holzschnitten, Braumüller, Wien 1878.